# Liste der Kellergassen in Ulrichskirchen-Schleinbach
Die Liste der Kellergassen in Ulrichskirchen-Schleinbach führt die Kellergassen in der niederösterreichischen Gemeinde Ulrichskirchen-Schleinbach an.
| Foto |                 | Kellergasse            | Standort                    | Beschreibung |
| ---- | --------------- | ---------------------- | --------------------------- | --- |
| ja   | Datei hochladen | Hausgraben             | KG: Kronberg Standort       | Das Kellergassensystem liegt am südwestlichen Ortsrand in Hang- und Grabenlage. Auf 400 Metern Länge befinden sich 41 Gebäude (davon fünf Um- oder Neubauten), überwiegend in Schildmauerform. Ein Drittel der Keller ist erneuerungsbedürftig. Die älteste Datierung ist von 1728. Die Kellergasse ist rund um den Kreuzberg, den Hausberg, angelegt. Einige der Keller sind mit Steinen aus der im 12. Jahrhundert auf dem Hügel errichteten und später abgetragenen Burg gebaut worden. Zum Teil sind ältere Erdställe in die Keller integriert worden. |
| BW   | Datei hochladen | Kellergasse            | KG: Kronberg Standort       | Das beidseitige Kellergassensystem in Hanglage wurde im nordwestlichen Hintaus bzw. am nordwestlichen Ortsrand angelegt; heute geht es in eine neuere Einfamilienhaussiedlung über. Schmidbaur zählte auf 300 Metern Länge 43 Gebäude, davon 16 Um- oder Neubauten, zwölf davon mit Wohnnutzung. Die Keller weisen unterschiedliche Bauformen auf; etwa ein Drittel ist erneuerungsbedürftig. Die älteste Datierung ist von 1897. |
| ja   | Datei hochladen | Sonnleithengasse       | KG: Schleinbach Standort    | Die Einzelkellergasse liegt nördlich knapp außerhalb des Orts. Auf einer Länge von 100 Metern befinden sich beidseits einer breiten Mulde neun mehrheitlich erneuerungsbedürftige Keller. |
| BW   | Datei hochladen | Ulrichskirchner Straße | KG: Schleinbach Standort    | Die beidseitige Einzelkellergasse liegt an der südöstlichen Ortsausfahrt, teils in Hohlweglage, teils in der Ebene. Schmidbaur zählte auf 300 Metern Länge 36 Gebäude, davon 4 Um- oder Neubauten, drei davon mit Wohnnutzung. Die Keller sind überwiegend in Schildmauerform, mehr als die Hälfte ist erneuerungsbedürftig. Anmerkung: Durch neuere Wohn- und Gewerbebauten sind vielleicht nicht mehr alle Keller vorhanden? |
| BW   | Datei hochladen | Waldgasse              | KG: Schleinbach Standort    | Die einseitige Einzelkellergasse liegt an einer Geländekante am nordwestlichen Ortsrand. Auf 500 Metern Länge befinden sich 36 Gebäude (davon zwei Um- oder Neubauten) in unterschiedlichen Bauformen, die Hälfte davon erneuerungsbedürftig oder verfallen. Die älteste Datierung ist von 1872. |
| BW   | Datei hochladen |                        | KG: Schleinbach Standort    | Die 200 Meter lange beidseitige Einzelkellergasse liegt in einem Hohlweg nördlich knapp außerhalb des Orts. Sie umfasst mehr als 20 Keller, überwiegend in Schildmauerform. Anmerkung: In Schmidbaurs Arbeit fehlt diese Kellergasse. |
| BW   | Datei hochladen | Ziegelofenweg          | KG: Schleinbach Standort    | Die 30 Meter kurze einseitige Einzelkellergasse befindet sich am nördlichen Ortsrand. |
| ja   | Datei hochladen | Hohe Schule            | KG: Ulrichskirchen Standort | Die von der Bahnstrecke durchschnittene beidseitige Einzelkellergasse liegt in einem Graben und an einer Geländekante am westlichen Ortsrand. Auf 480 Metern Länge befinden sich 63 Gebäude, davon zwölf Um- oder Neubauten teils mit Wohnnutzung. Fast zwei Drittel der Keller sind in Schildmauerform. Mehr als die Hälfte der Keller ist erneuerungsbedürftig. Die älteste Datierung ist von 1935. |
| BW   | Datei hochladen | Neuhäuslgasse          | KG: Ulrichskirchen Standort | Die beidseitige Einzelkellergasse liegt in einem Hohlweg am südwestlichen Ortsrand. Auf 290 Metern Länge befinden sich 31 Keller, fast ausschließlich in Schildmauerform. Mehr als die Hälfte der Keller ist erneuerungsbedürftig. Die älteste Datierung ist von 1901. |
| ja   | Datei hochladen | Viehtrift              | KG: Ulrichskirchen Standort | Die beidseitige Einzelkellergasse liegt am westlichen Ortsrand, teils in einem Graben, teils in der Ebene. Auf 400 Metern Länge befinden sich 55 Gebäude, davon zehn Um- oder Neubauten teils mit Wohnnutzung. Die Keller sind mehrheitlich in Schildmauerform, etwa die Hälfte ist erneuerungsbedürftig. |

| Foto:                    | Fotografie der Kellergasse (Gesamtheit). Klicken des Fotos erzeugt eine vergrößerte Ansicht. Daneben finden sich zwei Symbole: \| Weitere Bilder vorhanden \| Das Symbol bedeutet, dass weitere Fotos des Objekts verfügbar sind. Durch Klicken des Symbols werden sie angezeigt. \| \| Eigenes Foto hochladen \| Durch Klicken des Symbols können weitere Fotos des Objekts in das Medienarchiv Wikimedia Commons hochgeladen werden. \| |
| Name:                    | Bezeichnung der Kellergasse |
| Standort:                | Es ist die Katastralgemeinde (KG) angegeben. Durch Aufruf des Links Standort wird die Lage der Kellergasse in verschiedenen Kartenprojekten angezeigt. |
| Beschreibung             | Kurze Beschreibung der Kellergasse |
| Weitere Bilder vorhanden | Das Symbol bedeutet, dass weitere Fotos des Objekts verfügbar sind. Durch Klicken des Symbols werden sie angezeigt. |
| Eigenes Foto hochladen   | Durch Klicken des Symbols können weitere Fotos des Objekts in das Medienarchiv Wikimedia Commons hochgeladen werden. |